# Achates Lindman

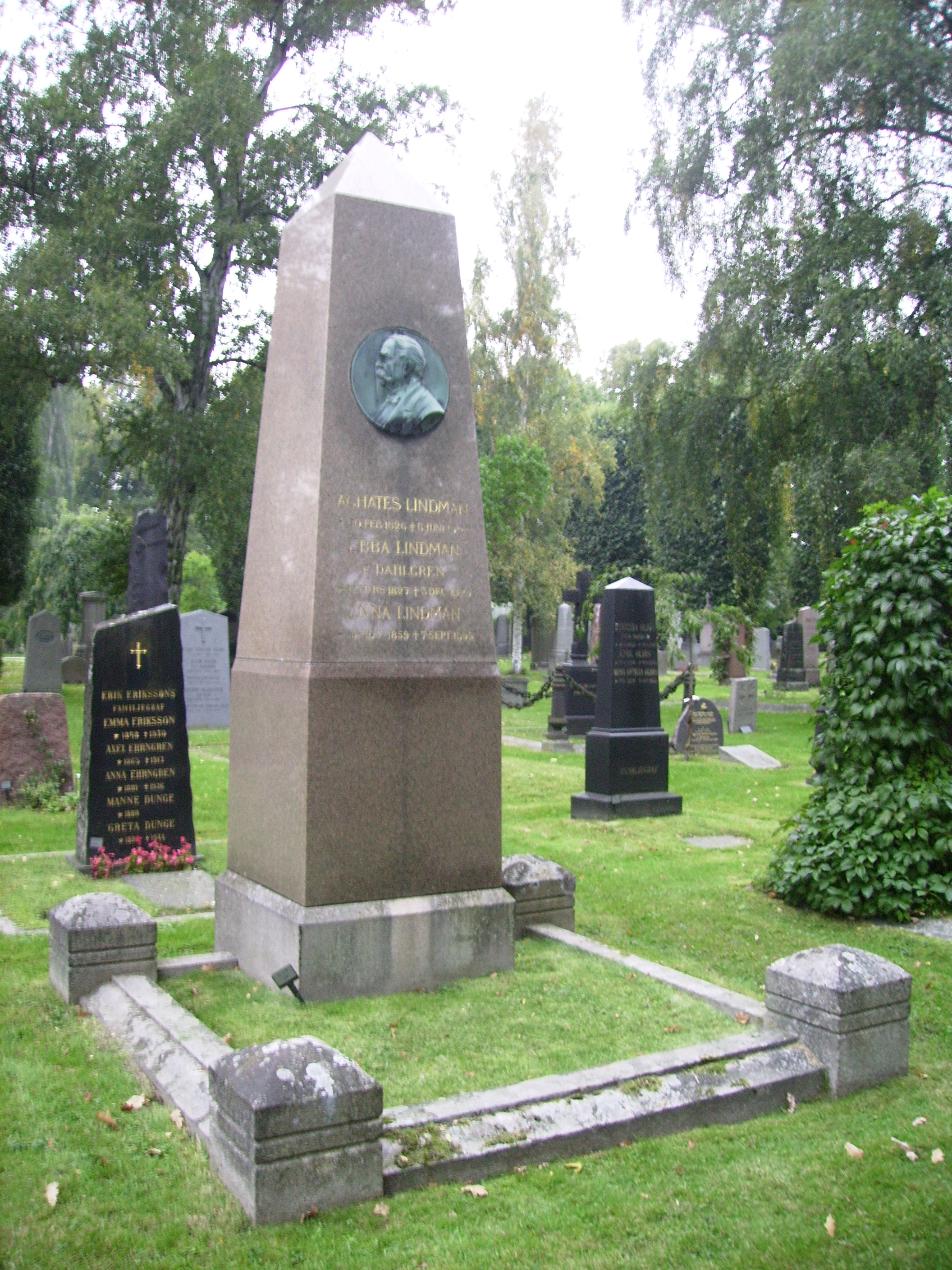
Achates Lindmans gravvård på Norra begravningsplatsen i Solna kommun.

Emil Achates Lindman, född 20 februari 1826 i Motala, död 8 juni 1902 i Hedvig Eleonora församling, Stockholm, var en svensk företagsledare.
Lindman blev 1850 inspektör vid Österby bruk. 1878–1894 var han disponent vid AB Iggesunds Bruk, och efterträddes på befattningen av sin son, Arvid Lindman, senare statsminister.